# ТЕС Тамарете
42°19′25″ пн. ш. 14°22′40″ сх. д. / 42.32361° пн. ш. 14.37778° сх. д.
ТЕС Тамарете – теплова електростанція в центральній частині Італії у регіоні Абруццо, провінція К'єті. Споруджена з використанням технології комбінованого парогазового циклу.
Введена в експлуатацію у 2013 році, станція має один енергоблок потужністю 104 МВт. У ньому встановлені дві газові турбіни потужністю по 40 МВт, які через котли-утилізатори живлять одну парову турбіну з показником 24 МВт.
Як паливо станція використовує природний газ. Раніше на цьому ж майданчику працювала введена в експлуатацію у 1997 році ТЕС, котра частково споживала дизельне пальне та мала в кілька разів вищі показники шкідливих викидів.
Проект реалізували через компанію Tamarete Energia, власниками якої були BKW Italia (48%), Hera (32%) та Odoardo Zecca (20%).